# Aérodrome de Marennes
L’aérodrome de Marennes (code OACI : LFJI) est un aérodrome agréé à usage restreint, situé sur la commune de Saint-Just-Luzac à 2 km à l’est de Marennes, en Charente-Maritime (région Nouvelle-Aquitaine, France).
Il est utilisé pour la pratique d’activités de loisirs et de tourisme (aviation légère).

## Installations
L’aérodrome dispose d’une piste en herbe orientée sud-nord (04/22), longue de 770 m et large de 50.
L’aérodrome n’est pas contrôlé. Les communications s’effectuent en auto-information sur la fréquence de 123,500 MHz.

## Activités
- Aéroclub Albert Baron.